# Grande Prêmio da China de 2011
O Grande Prémio da China de 2011 foi a terceira corrida da temporada de 2011 da Fórmula 1. A prova foi realizada no dia 17 de abril no Circuito Internacional de Xangai, na cidade de Xangai e vencida pelo inglês Lewis Hamilton.

## Relatório

### Treino classificatório
O treino classificatório foi realizado no dia 16 de abril e teve como destaque a desclassificação de Mark Webber logo na primeira parte do treino. Também foram eliminados no Q1 Heikki Kovalainen, Jarno Trulli, Jerome d'Ambrosio, Timo Glock, Vitantonio Liuzzi e Narain Karthikeyan. A sessão também foi movimentada pela quebra do carro de Vitaly Petrov no final da segunda parte, causando uma bandeira vermelha e interrompendo o treino. Foram eliminados no Q2 Adrian Sutil, Sergio Perez, Kamui Kobayashi, Michael Schumacher, Rubens Barrichello, Nick Heidfeld e Pastor Maldonado. A terceira parte do treino iniciou-se com dez minutos de atraso por conta da interrupção da segunda parte. A pole-position ficou, pela quarta prova consecutiva, com Sebastian Vettel que marcou o tempo de 1m33s706, 715 milésimos a frente do segundo colocado, Jenson Button. Todos os 24 carros se classificaram para a corrida.

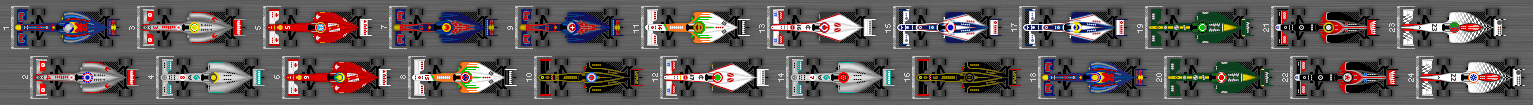
Grid de largada.

### Corrida

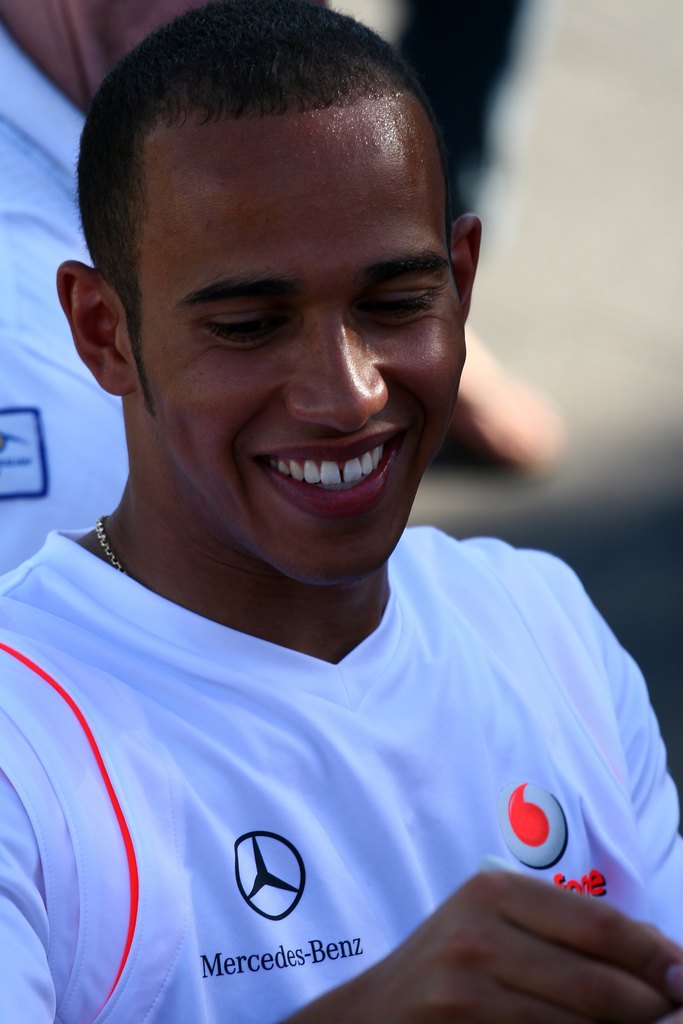
Hamilton venceu a prova.

Pouco antes da largada, o carro do inglês Lewis Hamilton apresentou um vazamento de combustível e o piloto poderia ter que largar dos boxes. Os mecânicos e engenheiros trabalharam para resolver o problema e liberaram o piloto trinta segundos antes do fechamento dos boxes. Já no grid de largada, o problema foi resolvido antes da volta de apresentação.
A largada aconteceu no horário previsto, com sol e temperatura de 22 °C. Logo no início, o pole position, Sebastian Vettel teve problemas no funcionamento do KERS e perdeu posição para as duas McLarens, dos ingleses Lewis Hamilton e Jenson Button, que passaram a ser primeiro e segundo colocados, respectivamente, enquanto o alemão Vettel caiu para a terceira posição. O italiano Vitantonio Liuzzi foi punido com um drive through por ter queimado a largada. Rosberg se manteve em quarto e o brasileiro Massa assumiu a quinta colocação, superando o espanhol Alonso.
Na 9ª volta, o espanhol Jaime Alguersuari perdeu sua roda traseira esquerda que saiu voando após ser mal encaixada durante o pit stop do piloto. Mais tarde sua equipe, a Toro Rosso, viria a ser multada pelo erro.
Na 14ª volta, começaram os pit stops dos primeiros colocados. Button era primeiro colocado, Hamilton segundo e Vettel terceiro, entretanto, Vettel ultrapassou Hamilton pouco antes da entrada nos boxes. Button e o alemão Vettel entraram juntos nos boxes. O inglês errou de equipe e quase parou no box da Red Bull, equipe de Vettel. Button acabou sendo prejudicado e o alemão ganhou sua posição. Já na 16ª volta foi a vez do inglês Hamilton, então líder da prova, e o brasileiro Massa, segundo colocado, entrarem juntos nos boxes. A equipe Ferrari do brasileiro trabalhou mais rápido e Massa ganhou a posição de Hamilton.
Vettel, Massa e Alonso apostaram em uma estratégia de duas paradas, já os rivais partiram para três. Enquanto Hamilton, Button e Rosberg entravam nos boxes pela segunda vez para colocar os pneus macios, o piloto da RBR e a dupla da Ferrari se mantinham na pista, nas três primeiras posições. Após sua segunda parada, Rosberg começou a se aproximar de Alonso e assumiu a terceira posição na 29ª volta. O espanhol perdia rendimento por conta do desgaste dos pneus e foi superado também por Button e Hamilton. Vettel só voltou a parar na 31ª volta, duas antes do espanhol da Ferrari e três antes de Massa.
Já na parte final da prova Vettel era o líder, seguido por Massa, entretanto ambos perdiam rendimento pelo desgaste dos pneus. Em terceiro vinha Button seguido por Hamilton, Rosberg e Webber, respectivamente. Na 45ª volta Hamilton ultrapassou Massa, logo em seguida Button fez o mesmo com o brasileiro. Massa caiu para a 6ª colocação após também ser ultrapassado por Rosberg e Webber.
Na 52ª volta Hamilton ultrapassou Vettel, assumindo a liderança da prova que venceria algumas voltas depois. Vettel chegou em segundo, e seu companheiro de equipe, o australiano Mark Webber, que largou na 18ª posição, fez boa corrida de recuperação, ganhou 15 posições e completou o pódio chegando na terceira colocação.

## Resultados

### Treino classificatório
| Pos                 | Nº | Piloto             | Construtor           | Parte 1  | Parte 2  | Parte 3    | Grid |
| ------------------- | -- | ------------------ | -------------------- | -------- | -------- | ---------- | ---- |
| 1                   | 1  | Sebastian Vettel   | Red Bull-Renault     | 1:35.674 | 1:34.776 | 1:33.706   | 1    |
| 2                   | 4  | Jenson Button      | McLaren-Mercedes     | 1:35.924 | 1:34.662 | 1:34.421   | 2    |
| 3                   | 3  | Lewis Hamilton     | McLaren-Mercedes     | 1:36.091 | 1:34.486 | 1:34.463   | 3    |
| 4                   | 8  | Nico Rosberg       | Mercedes             | 1:35.272 | 1:35.850 | 1:34.670   | 4    |
| 5                   | 5  | Fernando Alonso    | Ferrari              | 1:35.389 | 1:35.165 | 1:35.119   | 5    |
| 6                   | 6  | Felipe Massa       | Ferrari              | 1:35.478 | 1:35.437 | 1:35.145   | 6    |
| 7                   | 19 | Jaime Alguersuari  | Toro Rosso-Ferrari   | 1:36.133 | 1:35.563 | 1:36.158   | 7    |
| 8                   | 15 | Paul di Resta      | Force India-Mercedes | 1:35.702 | 1:35.858 | 1:36.190   | 8    |
| 9                   | 18 | Sébastien Buemi    | Toro Rosso-Ferrari   | 1:36.110 | 1:35.500 | 1:36.203   | 9    |
| 10                  | 10 | Vitaly Petrov      | Renault              | 1:35.370 | 1:35.149 | sem tempo1 | 10   |
| 11                  | 14 | Adrian Sutil       | Force India-Mercedes | 1:36.092 | 1:35.874 |            | 11   |
| 12                  | 17 | Sergio Pérez       | Sauber-Ferrari       | 1:36.046 | 1:36.053 |            | 12   |
| 13                  | 16 | Kamui Kobayashi    | Sauber-Ferrari       | 1:36.147 | 1:36.236 |            | 13   |
| 14                  | 7  | Michael Schumacher | Mercedes             | 1:35.508 | 1:36.457 |            | 14   |
| 15                  | 11 | Rubens Barrichello | Williams-Cosworth    | 1:35.911 | 1:36.465 |            | 15   |
| 16                  | 9  | Nick Heidfeld      | Renault              | 1:35.910 | 1:36.611 |            | 16   |
| 17                  | 12 | Pastor Maldonado   | Williams-Cosworth    | 1:36.121 | 1:36.956 |            | 17   |
| 18                  | 2  | Mark Webber        | Red Bull-Renault     | 1:36.468 |          |            | 18   |
| 19                  | 20 | Heikki Kovalainen  | Lotus-Renault        | 1:37.894 |          |            | 19   |
| 20                  | 21 | Jarno Trulli       | Lotus-Renault        | 1:38.318 |          |            | 20   |
| 21                  | 25 | Jérôme d'Ambrosio  | Virgin-Cosworth      | 1:39.119 |          |            | 21   |
| 22                  | 24 | Timo Glock         | Virgin-Cosworth      | 1:39.708 |          |            | 22   |
| 23                  | 23 | Vitantonio Liuzzi  | HRT-Cosworth         | 1:40.212 |          |            | 23   |
| 24                  | 22 | Narain Karthikeyan | HRT-Cosworth         | 1:40.445 |          |            | 24   |
| 107% time: 1:41.941 |    |                    |                      |          |          |            |      |

Notas
1. ↑  – Vitaly Petrov parou na pista durante o Q2 causando a bandeira vermelha.

### Corrida
| Pos | Nº | Piloto             | Construtor           | Voltas | Tempo/Aban.   | Grid | Pontos |
| --- | -- | ------------------ | -------------------- | ------ | ------------- | ---- | ------ |
| 1   | 3  | Lewis Hamilton     | McLaren-Mercedes     | 56     | 1:36:58.226   | 3    | 25     |
| 2   | 1  | Sebastian Vettel   | Red Bull-Renault     | 56     | +5.1          | 1    | 18     |
| 3   | 2  | Mark Webber        | Red Bull-Renault     | 56     | +7.5          | 18   | 15     |
| 4   | 4  | Jenson Button      | McLaren-Mercedes     | 56     | +10.0         | 2    | 12     |
| 5   | 8  | Nico Rosberg       | Mercedes             | 56     | +13.4         | 4    | 10     |
| 6   | 6  | Felipe Massa       | Ferrari              | 56     | +15.8         | 6    | 8      |
| 7   | 5  | Fernando Alonso    | Ferrari              | 56     | +30.6         | 5    | 6      |
| 8   | 7  | Michael Schumacher | Mercedes             | 56     | +31.0         | 14   | 4      |
| 9   | 10 | Vitaly Petrov      | Renault              | 56     | +57.4         | 10   | 2      |
| 10  | 16 | Kamui Kobayashi    | Sauber-Ferrari       | 56     | +63.2         | 13   | 1      |
| 11  | 15 | Paul di Resta      | Force India-Mercedes | 56     | +68.7         | 8    |        |
| 12  | 9  | Nick Heidfeld      | Renault              | 56     | +72.7         | 16   |        |
| 13  | 11 | Rubens Barrichello | Williams-Cosworth    | 56     | +90.1         | 15   |        |
| 14  | 18 | Sebastien Buemi    | Toro Rosso-Ferrari   | 56     | +90.6         | 9    |        |
| 15  | 14 | Adrian Sutil       | Force India-Mercedes | 55     | + 1 volta     | 11   |        |
| 16  | 20 | Heikki Kovalainen  | Lotus                | 55     | + 1 volta     | 21   |        |
| 17  | 17 | Sergio Perez       | Sauber-Ferrari       | 55     | + 1 volta     | 12   |        |
| 18  | 12 | Pastor Maldonado   | Williams-Cosworth    | 55     | + 1 volta     | 17   |        |
| 19  | 21 | Jarno Trulli       | Lotus                | 55     | + 1 volta     | 20   |        |
| 20  | 25 | Jerome d'Ambrosio  | Virgin-Cosworth      | 54     | + 2 voltas    | 21   |        |
| 21  | 24 | Timo Glock         | Virgin-Cosworth      | 54     | + 2 voltas    | 22   |        |
| 22  | 23 | Vitantonio Liuzzi  | Hispania-Cosworth    | 54     | + 2 voltas    | 23   |        |
| 23  | 22 | Narain Karthikeyan | Hispania-Cosworth    | 54     | + 2 voltas    | 24   |        |
| Ret | 19 | Jaime Alguersuari  | Toro Rosso-Ferrari   | 7      | Perda de pneu |      |        |

- Fonte: Site Oficial da Fórmula 1.[7]

## Tabela do campeonato após a corrida
Observe que somente as cinco primeiras posições estão incluídas na tabela.
| Pos | Var     | Piloto           | Pontos |
| --- | ------- | ---------------- | ------ |
| 1   | Estável | Sebastian Vettel | 68     |
| 2   | 1       | Lewis Hamilton   | 47     |
| 3   | 1       | Jenson Button    | 38     |
| 4   | Estável | Mark Webber      | 37     |
| 5   | Estável | Fernando Alonso  | 26     |

| Pos | Var     | Construtor       | Pontos |
| --- | ------- | ---------------- | ------ |
| 1   | Estável | Red Bull-Renault | 105    |
| 2   | Estável | McLaren-Mercedes | 85     |
| 3   | Estável | Ferrari          | 50     |
| 4   | Estável | Renault          | 32     |
| 5   | 3       | Mercedes         | 16     |